# Mała Synagoga w Żywcu
Mała Synagoga w Żywcu – nieistniejąca synagoga, która znajdowała się w Żywcu, tuż obok pałacu Habsburgów.

## Historia
Synagoga zlokalizowana na tym miejscu była wzmiankowana przez Andrzeja Konopnickiego w jego relacji z 1637 zawartej w kronice „Chronografia albo Dziejopis Żywiecki”. Istniała jeszcze w I połowie XIX wieku i została przedstawiona w 1838 na planie inwentaryzacyjnym parku zamkowego przygotowanym dla Habsburgów, nowych właścicieli państwa żywieckiego. 
Mała Synagoga znajdowała się poniżej południowego skrzydła pałacu, za sadzawką obsadzoną drzewami. Umiejscowiona była naprzeciwko pałacowego balkonu, po prawej stronie jego głównego wejścia. Współcześnie między obszarem dawnej synagogi znajdują się dwa stare drzewa. Przed synagogą istniał niewielki plac. Obok obiektu prowadziła ścieżka w stronę rzeki Koszarawa, która łączyła go z miejscowością Isep. 
Podczas sporządzania planu katastralnego miasta z 1844 synagoga już nie istniała.